# デジタルミレニアム著作権法
- 知的財産権 > 著作権 > 米国著作権法 > デジタルミレニアム著作権法
- 情報技術 > デジタル著作権管理 > WIPO著作権条約 > デジタルミレニアム著作権法

デジタルミレニアム著作権法（デジタルミレニアムちょさくけんほう、英: Digital Millennium Copyright Act、略称: DMCA）は、アメリカ合衆国 (米国) で1998年10月に制定・施行された連邦法であり、合衆国法典 第17編に収録された著作権法 (17 U.S.C.) などを改正する立法である。デジタル著作権管理 (DRM) の強化を目的とし、DMCA成立によって17 U.S.C. 第12章が新設されて、コピーガードを始めとする技術的保護手段の回避が禁止された。また、17 U.S.C. 第512条によって告知と撤回手続 (notice and takedown)が規定され、著作権侵害コンテンツがウェブサイトなどに投稿された際の通報 (notice) と削除 (takedown) 手順および免責条件が明文化された。
制定当時、著作物の無断デジタル複製やインターネットを介した海賊版流通などが増加傾向にあり、このような技術的・社会的な変化を受けて、国際的にはWIPO著作権条約 (WCT) とWIPO実演・レコード条約 (WPPT) の2条約が1996年に署名された。これら国際条約で謳われた義務を国内履行すべく米国はDMCAを成立させ、世界に先駆けて法対応を強化した。その背景には、ハリウッド映画業界を始めとするコンテンツビジネス事業者からの政治的圧力があったとされる。
しかしDMCAによって著作権者により強力な支配権を与えたことから、著作物の利用者側に元来認められている表現の自由 (憲法修正第1条) や著作物の公正利用 (フェアユース) とのバランスが損なわれたとの批判も強い。その結果、DMCA以降も米国内ではデジタル社会に対応した改正法案が複数提出されるも、廃案となる事態が繰り返された。本項では関連判例も交えながら概観する。
米国DMCAと目的が類似する他国の法律としては、欧州連合 (EU) の情報社会指令 (2001年成立) やデジタル単一市場における著作権に関する指令（DSM著作権指令、2019年成立）、日本の特定電気通信役務提供者の損害賠償責任の制限及び発信者情報の開示に関する法律（プロバイダー責任制限法）などがある。

## 米国著作権法の主な改正点
DMCAの成立により、著作権法 (合衆国法典 第17編、DMCAと区別するため以下「17 U.S.C.」と表記) に対して加えられた主な改正点は以下の通りである。

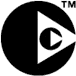
コピーコントロールのロゴ

1. コピーガードを始めとする技術的保護手段の回避禁止（英語版） (17 U.S.C. 第12章: 著作権保護および管理システム 《第1201条 - 第1205条》の創設)
2. 著作権侵害コンテンツがウェブサイトなどに投稿された際、そのサイト運営者などが免責される条件を規定 (17 U.S.C. 第512条、通称告知と撤回手続（英語版）[注 3]の創設)
3. 応用デザインの一部を保護 (17 U.S.C. 第13章: 創作的なデザインの保護 《第1301条 - 第1332条》の創設)
4. 著作権や貸与権を有しない第三者がコンピュータ・プログラムの保守に携わる際のライセンス許諾処理について規定 (17 U.S.C. 第117条の拡張改正)
5. 著作権者の排他的権利 (独占性) に一定の制限をかけ、著作物の利用を促進する例外規定の拡充 (17 U.S.C. 第108条など)

一般的にDMCAと呼ばれるものは単一ではなく、4本の改正法案が統合されて構成されていることから、DMCAの各章に対応する個別4法案の名称が用いられることもある。なお、「DMCA 第512条は...」「DMCA 第1202条の...」などの表現が一部見受けられるが、下表のとおり改正立法たるDMCAそのものにはこれらの条項は存在しない:2。DMCAによって改正・追加された、17 U.S.C. の第512条や第1202条と混同した用法が一部存在することに注意が必要である。
| DMCA 章・条     | DMCA 章・条の題名 (試訳)                                          | 対応する17 U.S.C. 側の改正点など |
| Title Ⅰ (第1章) | WIPO諸条約の履行                                                  | WIPO諸条約の履行 |
| --------------- | ----------------------------------------------------------------- | --- |
| 第101条         | 略称                                                              | DMCA 第1章はWIPO著作権並びに実演・レコード条約実施法 (WIPO Copyright and Performances and Phonograms Treaties Implementation Act) の呼称使用可。 |
| 第102条         | テクニカル修正 (外形的な文言修正の意)                             | 「条約」の文言が含まれる17 U.S.C. 第101条 (定義)、第104条 (保護対象者・要件)、第411条 (USCOへの登録) を修正。 |
| 第103条         | 著作権保護システムと著作権管理情報                                | 17 U.S.C. に第12章を新設。第1201条ではコピーコントロールを始めとする著作権保護の技術的手段を回避禁止としつつ、リバースエンジニアリングや非営利図書館での使用など一部例外を認める。第1202条は著作権管理情報の除去・改変を禁じる。これらに違反した者に対し、民事訴訟 (第1203条) ないし刑事手続 (第1204条) をとることができる。 |
| 第104条         | Eコマース発展および技術革新を踏まえた著作権法および改正の影響分析 | Eコマースおよび技術革新が17 U.S.C. 第109条 (権利移転の例外規定) と第117条 (コンピュータ・プログラムの例外規定) に及ぼす影響について、著作権局長および通信情報担当商務次官が分析・報告する。 |
| 第105条         | 施行日                                                            | n.a. |
| Title Ⅱ (第2章) | オンライン著作権侵害にかかる免責                                  | オンライン著作権侵害にかかる免責 |
| 第201条         | 略称                                                              | DMCA 第2章はインターネット著作権侵害責任明確化法 (Internet Copyright Infringement Liability Clarification Act) の呼称使用可。 |
| 第202条         | 著作権侵害の免責                                                  | 17 U.S.C. に第512条 (ノーティスアンドテイクダウン手続) を新設。 |
| 第203条         | 施行日                                                            | n.a. |
| Title Ⅲ (第3章) | コンピュータ保守・改修にかかる著作権の例外規定                    | コンピュータ保守・改修にかかる著作権の例外規定 |
| 第301条         | 略称                                                              | DMCA 第3章はコンピュータ保守競争保証法 (Computer Maintenance Competition Assurance Act) の呼称使用可。 |
| 第302条         | 著作権の排他的権利の制限; コンピュータ・プログラム                | 17 U.S.C. 第117条 (コンピュータ・プログラムの例外規定) の文言修正など。 |
| Title Ⅳ (第4章) | その他規定                                                        | その他規定 |
| 第401条         | 特許商標庁長官および著作権局長に関する規定                        | 特許法 (35 U.S.C.) 第3条(b)に規定された商務省次官に関する文言削除。政府組織及び職員規定 (5 U.S.C.) 第5314条の修正。著作権法 第701条 (著作権局の任務) の修正。 |
| 第402条         | 一時的固定物                                                      | 17 U.S.C. 第112条 (一時的固定物にかかる排他的権利の例外規定) の文言修正など。 |
| 第403条         | 著作権の排他的権利の制限; 遠隔教育                                | 著作権法とは別にUSCOが遠隔教育の実現に向けた勧告 (recommendations) を提出することを義務付ける。 |
| 第404条         | 図書館および公文書館に適用される例外規定                          | 17 U.S.C. 第108条 (図書館・公文書館の例外規定) の修正。 |
| 第405条         | 音声録音および一時的固定物の排他的権利の範囲                      | 17 U.S.C. 第114条 (録音物の例外規定) およびの第1002条 (コピー制御装置の組み込み) の修正。 |
| 第406条         | 映像著作物の権利移転に関する契約上の義務前提                      | 司法及び司法手続 (28 U.S.C. ) に第4001条を新設・挿入。 |
| 第407条         | 施行日                                                            | n.a. |
| Title Ⅴ (第5章) | 創作性の認められるデザインの保護                                  | 創作性の認められるデザインの保護 |
| 第501条         | 略称                                                              | DMCA 第5章は船型デザイン保護法 (Vessel Hull Design Protection Act) の呼称使用可。 |
| 第502条         | 創作性を有するデザインの保護                                      | 17 U.S.C. に第13章を新設し、応用デザイン保護の一部がスイ・ジェネリス権として認められた。 |
| 第503条         | 条文補整                                                          | DMCAによって創設・修正される条文の番号や位置などに言及。 |
| 第504条         | 当章の影響に関する共同調査                                        | DMCA施行後、特許商標庁長官と著作権局長の共同責務において、影響分析を上院および下院に提出。 |
| 第505条         | 施行日                                                            | n.a. |

これらの改正の背景には、DMCA成立の2年前に署名されたWIPO著作権条約 (WCT) とWIPO実演・レコード条約 (WPPT) がある。しかしながら、当時既に米国著作権法はWCTとWPPTで定められた権利保護水準の一部は満たしていた。したがって条約履行はDMCAの一目的でしかなく、Eコマースやデジタル著作物のネットワーク流通を促進しつつ、著作物の保護を強化するというより多角的な意図を以って連邦議会はDMCAを成立させた。その結果、DMCA 第5章 (船型デザイン保護法) のように、デジタル社会対応や著作権と直結しない改正も含まれている。
DMCAのうち、特に技術的保護手段の回避禁止 (第1章) とノーティスアンドテイクダウン手続 (第2章) が知られていることから、これら2点について以下詳述する。

### 技術的保護手段 (TPM) の回避禁止
DMCA 第1章 (WIPO著作権並びに実演・レコード条約実施法) により、17 U.S.C. に第12章が新設され、技術的保護手段の回避が禁止された。ここでの「技術的保護手段」(technological measures あるいは technological protection measures、略称: TPM) とは、具体的には暗号化などを指しており、無断で著作物を複製・頒布・利用されないよう、著作者や著作権者の利益を保護するために開発された技術である。TPMに関する規定はWCTおよびWPPTの2条約にも盛り込まれている。

P2Pの概念図。集中サーバーを介さず、個人のパソコン間で通信できる分散型システムが海賊版流通を加速させた。

音楽業界を例に挙げると、もともと家庭用録音機を使って容易に楽曲をダビングできる状態であったところに、デジタル社会が到来してPeer to Peer (P2P) ネットワークを介して個人間でファイルシェアし、リッピングによって個人のパソコンなどに楽曲を取り込んで無料で鑑賞できるようになった。このような分散型ネットワーク技術が進展した結果、集権的なネットワーク管理が困難なことから、取り締まりの法制度も刷新する必要があった。またP2Pのようなシステムは、一般個人が低コストで不正コンテンツを世界中に大量拡散する土壌となっていた。これによって打撃を受けた音楽業界が米国政府に働きかけたこともあり、DMCA 第1章 (17 U.S.C. 第12章) が成立したと言われている。
楽曲のコピーコントロールCDを始めとする、複製・頒布保護をかけたコピーコントロールTPMは著作権法上、合法とされている。そして17 U.S.C. 第12章の新設によって、このようなTPMを回避する行為 (海賊版の輸入を含む) は著作権侵害であると明文化された。ここでの「技術的手段の回避」とは、「著作権者の許諾なく、スクランブルがかかっている著作物のスクランブルを解除し、暗号化された著作物の暗号を解除し、またはその他技術的手段を回避し、迂回し、除去し、無効にしもしくは損壊すること」と定義づけられている (17 U.S.C. 第1201条(a)(3)(A))。第1201条によると、直接TPM回避を行った本人だけでなく、回避ツールを第三者に提供した者も違反とされる。さらに、TPMで暗号化された楽曲がたとえパブリックドメイン (著作権の保護期間が切れて公有の状態) に帰していても、暗号化を解除したとの理由でやはり第1201条違反とみなされる可能性がある。違反者は刑事罰の対象となり、初犯の場合は最大で懲役5年および50万ドル以下の罰金が科される場合がある。
上述のとおり一般的な禁止事項を述べた上で、17 U.S.C. 第1201条は以下のような一部例外規定も設けて規制を緩和している (2008年時点)。
- リバースエンジニアリング (ただし、他プログラムとの互換性を検証する場合に限る)[注 10]
- 暗号化研究
- セキュリティ検査
- 非営利で運営される図書館・文書資料館および教育機関による利用
- 批判、解説、ニュース報道や学習指導、学術研究などを目的とした利用 (ただしTPM回避禁止で不利益が生じうる場合に限る)

また、法律改正を必要としない例外の柔軟な追加手続も別途認められている。17 U.S.C. 第1201条(a) によると、TPM回避が著作権者の権利侵害につながらない場合は、著作権局長と商務省通信情報担当長官補が協議した上で、最終的には連邦議会図書館長が「勧告」(recommendations) の形で個別の例外ケースを定めることができる。このプロセスは3年に1回の頻度で実施すると第1201条(a) で定められており、DMCA制定から2020年現在までに計7回の勧告実績がある。しかし、このような例外ケースを求める利用者側からの要望は、必ずしも全て認められるわけではない。たとえば2012年の勧告見直しタイミングでは、ビデオゲームコンソールの迂回 (俗に言う「脱獄」、jailbreak) の例外追加要望は却下されている。これは、要望者側の目的を実現するにあたって、脱獄以外にも複数の代替手段があると指摘されたためである。他にも、携帯電話のSIMロック解除についても要望が複数回提出されるも、新しい機種への例外適用が見送られたこともある。

### ノーティスアンドテイクダウン手続 (DMCA通告)
DMCA 第2章 (インターネット著作権侵害責任明確化法) によって新設された17 U.S.C. 第512条は、通称「ノーティスアンドテイクダウン手続」や「DMCA通告」などと呼ばれている。ユーザによって著作権侵害がインターネットを介して行われた場合、その通信環境を提供したインターネットサービスプロバイダー (ISP) またはオンラインサービスプロバイダー (OSP)、あるいは検索エンジンなどのデータキャッシング事業者各社は、一定の条件下で損害賠償を免責される。第512条は、いわゆるセーフハーバー条項とされる。ISPやOSPに適用される免責条件を例に取ると、以下の5要件全てを満たしている必要がある (第512条)。
1. 著作権侵害のデジタルデータがISPやOSP以外の第三者によって送信されたこと
2. 送信・転送・接続・データの蓄積が自動的に行われていること
3. データの受信相手をISPやOSPが指定していないこと (ただし相手からの返信で自動送信したケースは「指定」に含まれない)
4. 受信者以外の第三者がアクセス可能な方法でシステム上に侵害データを保存していないこと (受信者が未受信のままサーバー上のメールボックスに保存されている分には問題ない)
5. 送信の際にデジタルデータをISPやOSPが改変していないこと

これら5要件を前提とした上で、著作権者の許可なく著作物が第三者によってウェブサイトに掲載されたと通知 (notice) を受けた場合、そのウェブサイトの運営者が速やかに削除 (takedown) すれば損害賠償などを免責される仕組みがノーティスアンドテイクダウン手続である。運営者が免責される要件や要点は以下の通りである。
- ウェブサイトの運営者は、著作権者が侵害を通知できる連絡先を常に掲示しておかなければならない。
- 著作権者から削除要請の通知を受けた時点で、実際に著作権侵害かをウェブサイト運営者自身で調査・判断する必要はなく削除できる。
- 削除した後、運営者はその情報を無断掲載した本人に対し、削除済の通告をしなければならない。
- 無断掲載者から反対通知 (著作権侵害ではないとの反論) がなければ、たとえ著作権侵害に当たらない内容だったとしても削除されたままで問題ない。
- 無断掲載者から反対通知が届いた場合、ウェブサイトの運営者はその反対通知の写しを著作権者にも提供しなければならない。
- 反対通知の写しを受領した著作権者が10 - 14営業日以内に提訴しない限り、ウェブサイトの運営者は削除済の内容を復活させる。
- ただし、ウェブサイトの運営者が著作権侵害の事実を明確に知りえた場合は、著作権者からの削除申請通知がなくても、削除などの適切な対応をとらなければならない。

## 改正の沿革と批判

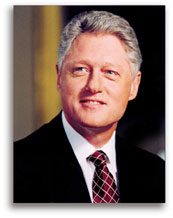
ハリウッド映画業界と親密な関係にあったとされるクリントン大統領 (DMCA成立翌年の1999年に撮影)

DMCA成立の前史は、民主党クリントン第1期政権下の1995年に始まっており、この年にデジタル著作物の権利保護に関する白書が作成されると、1998年までにはDMCAのほか、情報窃盗の刑事罰を規定した1997年の電子窃盗禁止法 (No Electronic Theft Act、通称: NET法) や著作権保護期間を延伸させた1998年のソニー・ボノ著作権延長法が成立し、17 U.S.C. が改正されている。これらの改正立法の背景には、著作権ビジネス (コンテンツビジネス) 業界からのロビイングがあったとされる。データキャッシュ、ウェブホスティング、検索エンジンやオンラインデータベース事業者に対し、ウェブサイトに投稿された著作権侵害コンテンツの削除と保護強化を訴えたのである。なお、二大政党制の米国においては特に民主党に対し、コンテンツビジネスの一翼を担うハリウッド映画業界からの政治的圧力が強いことが知られている。その中でも特にクリントンは個人的なポップカルチャーファンであり、大統領選第1期目の選挙戦期間中には既にハリウッド業界擁護の姿勢を打ち出し、ハリウッドから民主党に多額の寄付金が流れた。
こうして1998年に成立したDMCAであるが、主に2つの側面から批判を浴びることとなる。それは、(1) 表現の自由を保障する憲法修正第1条、そして (2) フェアユースの法理を定めた17 U.S.C. 第107条 (著作権者に無断で著作物を第三者が利用できる条件規定) を根拠にしたものである。
これを、批判の対象となるDMCAの条文別に見てみる。まずDMCA 第1章 (TPM回避禁止) であるが、著作権者に強力な支配権・独占権を過度に認めた結果、その反動で著作物を利用する側の自由が損なわれ、権利者と利用者間の利益バランスを崩しているのではないかとの懸念が有識者および利益団体から呈されている。なお、ここでの「表現の自由」が意味するものは広義であり、一例を挙げると、デジタル社会の権利擁護団体である電子フロンティア財団 (EFF) は、DMCAによってリバースエンジニアリングに制限がかかったことから、他者の「アイディア」から学んで新たな技術研究を「表現」する自由が奪われたとして、憲法修正第1条を論拠にDMCAの違法性を主張している (#電子フロンティア財団対米国政府裁判で後述)。当裁判を扱った英国大手新聞ガーディアンは「America's broken digital copyright law」(米国のデジタル著作権法は崩壊している) と形容した。また上述のとおり、TPM回避禁止の例外規定は17 U.S.C. 第1201条に盛り込まれており、かつ一般原則たるフェアユース (17 U.S.C. 第107条) 以降には個別例外規定を定めた第108条 - が続くが、これらの個別例外規定だけでは不十分であり、フェアユースの法理に反するとの批判も一部にある。
続いて、DMCA 第2章によって追加された17 U.S.C. 第512条 (ノーティスアンドテイクダウン手続、DMCA通告) であるが、その目的の一つに、オンラインサービス事業者がユーザ起因による著作権侵害の脅威に晒されることなく、インターネット社会における繁栄を可能とすることが挙げられている。そして、第512条の存在価値を一定程度認める有識者もおり、一般的にはオンラインサービス事業者は第512条を「成功」とみなしているとされる (2020年現在)。しかしながら、違法コンテンツのユーザ・アップロードに技術的な対抗策が十分取られていないことから、「もぐら叩きゲームだ」(whack-a-mole problem) との苛立ちの声も上がっている。YouTubeを例にとると、2014年のみで1億8000万本の動画が権利侵害で削除されたとの報告もある。2015年公開映画『ヘイトフル・エイト』は違法視聴が130万回を上回ったとも言われている。また2020年の著作権局 (USCO) 調査報告書によると、オンラインサービス事業者全体が受け付けるDMCA通告の件数は、日次で100万件を超えると見られている。

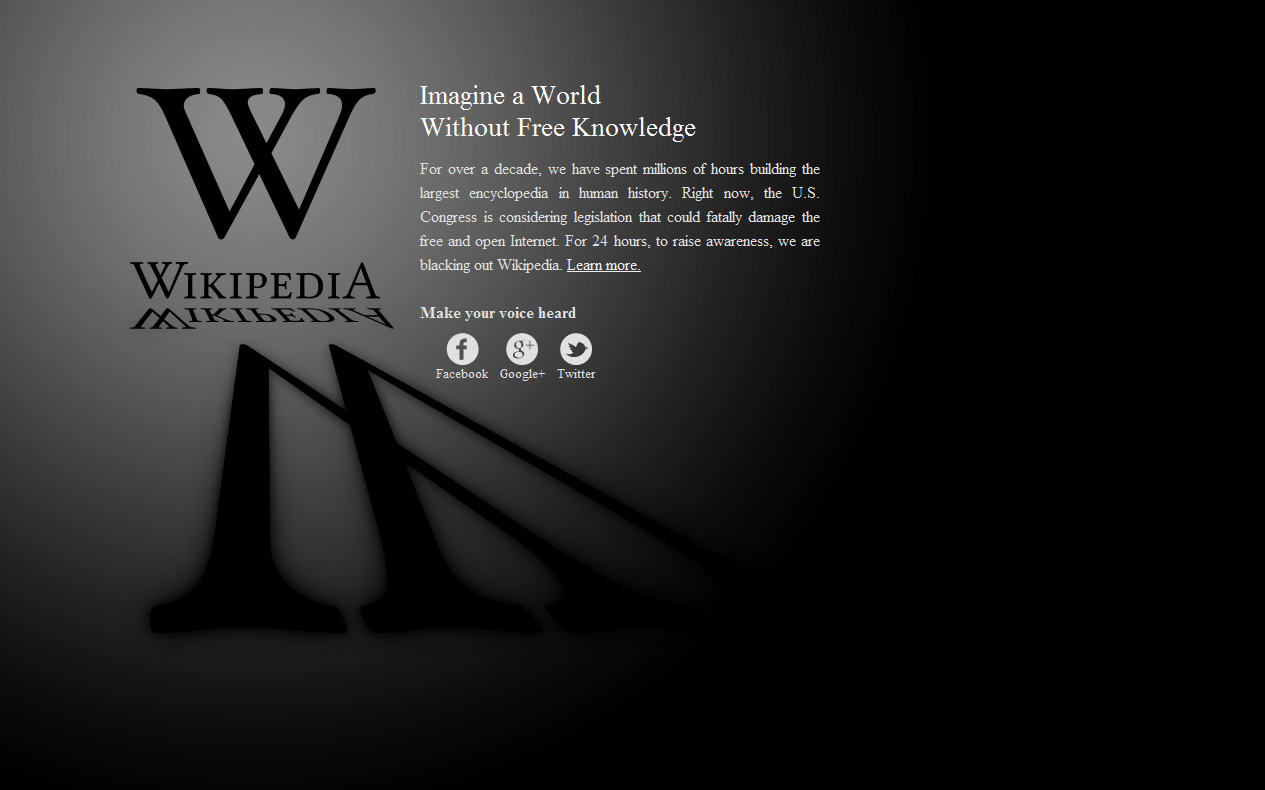
2011年のオンライン海賊行為防止法案 (SOPA) などに反対し、英語版Wikipediaが2012年1月18日にブラックアウトで抗議。同様の趣旨の反対キャンペーンはGoogle、Amazon、Facebookなども展開した。

こうした批判はDMCA制定以降も長く続いており、2010年から2012年 (民主党オバマ政権下) にかけては著作権法の改正法案が複数提出されるも、激しい反対運動に発展している。これら抵抗にあって廃案に追い込まれた改正法案には、オンラインにおける権利侵害および偽造防止法 (COICA)、オンライン海賊行為防止法案 (SOPA) や知的財産保護法案 (PIPA) が含まれる。
2018年10月にはDMCA以来の著作権法大型改正立法として、マラケシュ条約実施法 (MTIA)、および音楽著作物に限定した音楽近代化法 (MMA) が成立し、20年ぶりにDMCA以降の大幅更新が図られた。しかし未だに課題も残っており、17 U.S.C. 第512条に関する2020年5月調査報告では「当事者間の利益バランスを欠いている」とUSCOは結論付けている。これを受けて上院司法委員会の知的財産小委員会では、さらなる法改正の検討に入っている。2020年5月現在の第512条は「画一的アプローチ」(one-size-fits-all) であると問題が指摘され、オンラインサービス事業者のタイプ別、また著作権侵害の重犯に対する個別規定の設定など、より細分化した改正立法が必要だとUSCOは提言している。さらにUSCOに著作権侵害の啓蒙活動といった責務を負わせるなど、法改正だけに依存しない包括的なアプローチの必要性が唱えられている。

## 国際比較
上述のような反発と混乱は米国に限った話ではない。以下、米国DMCAとEUおよび日本法を対比する。

### 欧州連合
米国が1996年署名のWIPO著作権条約 (著作者本人の権利保護) およびWIPO実演・レコード条約 (著作隣接者の権利保護) を受けてDMCAを成立させたように、欧州連合 (EU) では、WIPO 2条約の履行を目的として、DMCAから遅れること3年後の2001年に情報社会指令 (2001/29/EC) を成立させている。インターネットを介したインタラクティブ送信を想定して:69–71、情報社会指令では特に複製権、公衆伝達権、および頒布権について言及するとともに、著作者や著作隣接者が有するこれらの独占権に一定の制限・例外を設ける規定が含まれている。具体的には、第2章 第5条で21の制限・例外ケースを規定しており、EU加盟国が国内著作権法で21の制限・例外ケース以外を追加してはならないとしている。
またTPM回避禁止については、米国DMCAと同様、非営利団体などに対して規制緩和の特別規定を設けている。ただしDMCAと異なり、EUの情報社会指令ではTPMをコンピュータ・プログラムに適用してはならないとの留保条項を含んでいる。よって、DMCAでは合法なリバースエンジニアリングの範囲が狭いものの、EUではリバースエンジニアリングが許容されていると解されている。
情報社会指令を受けてEU加盟各国は国内法を整備しており、たとえばフランスでは2006年から2009年にかけて、インターネットを介した著作権侵害の取り締まり体制と罰則を強化した。しかし利害関係者や世論からの反発も大きく、一部の改正立法は違憲判決が出て、修正を余儀なくされている。
2001年の情報社会指令以来の大型改革と言われるのが2019年のDSM著作権指令 (Directive (EU) 2019/790) であり、その可決を巡って激しい対立を生み出したことでも知られている。特に物議を醸したのが、通称「リンク税」と呼ばれる第15条 (原案では第11条) と、「アップロード・フィルター条項」と批判された第17条 (原案では第13条)の2点である。DSM著作権指令の内容は、著作権者や新聞・出版社などの伝統的なメディアからは概ね好意的に受け止められているものの、著作物の二次的利用を提供するインターネットサービス事業者や一般ユーザなどからは反発が強い。また、各国の憲法で保障されている表現の自由が侵害されうるとして、人権擁護団体からも懸念の声が上がっている。

### 日本
TPM回避禁止に関し、日本国著作権法では第30条 第1項に例外規定が存在する。これは個人や家庭内といったごく限られた範囲で使用される私的複製、および図書館や教育機関など公益性の高い用途での複製に限定しており、これらがTPMを回避しても、著作権者らに経済的損失を与えづらいと考えられているためである。また、コンピュータ・プログラムの著作物に関しては、バックアップないしバージョンアップといった目的での複製についてはTPM回避の違法性に抵触しないと一般的には解されているが、やはり著作権者らの経済的損失の有無が合法・違法の線引き基準となっている。
ノーティスアンドテイクダウン手続に類似する日本の法律としては、特定電気通信役務提供者の損害賠償責任の制限及び発信者情報の開示に関する法律（プロバイダ責任制限法）がある。プロバイダー責任制限法の専門家ワーキンググループ会合が総務省主催で開催されており、2011年の同会合では日本のプロバイダ責任制限法と米国のノーティスアンドテイクダウン手続を比較している。その上で、ウェブサイトの運営者に対して「『とりあえず削除』のインセンティブを高めてしまうのではないか」との懸念が呈されており、日本に同様の法制度を導入することへの慎重論が展開された。

## 判例
表現の自由 (憲法修正第1条) を根拠としたDMCAの違法性に関する訴訟は複数あるものの、2000年代の判決の多くは合憲となっている。一方、フェアユースの文脈では、ノーティスアンドテイクダウン手続の濫用が指摘された判例も存在する。以下、専門家や法律専門メディアなどが言及したDMCA関連判例の一部を紹介する (訴訟名の右に特筆性を示す出典を付記)。

### 表現の自由関連
ユニバーサル・シティ・スタジオ他対ライマーズ他裁判 (Universal City Studios v. Reimerdes (111 F. Supp. 2d 348 (S.D.N.Y. 2000))
DVDの暗号化を解除してウェブサイト上で動画をシェアしたとして、映画製作会社が著作権侵害の集団訴訟を起こした事件である。動画ウェブサイトに使用されたのはDeCSSと呼ばれる解除プログラム (CSS (Content Scramble System) をデコードするプログラム) であり、ノルウェー出身のヨン・レック・ヨハンセン (Jon Lech Johansen、通称: DVD-Jon) が10代半ばにして開発したものである。被告はショーン・C・ライマーズ (Shawn C. Reimerdes) など複数人である。ライマーズは「dvd-copy.com」のサイト運営者であり、またこれに類似する「ackdown.com」や「ct2600.com」なども同様に、業界団体であるアメリカ映画協会から批判を受けていた。被告らは「DeCSSはLinuxを搭載したパソコンなどの端末上でDVDを閲覧するために開発された」として、暗号解読による著作権侵害の意図を否定する抗弁を展開した。しかしながら米国連邦裁はこれを認めず、2000年に著作権侵害であると判示した。
ところが2000年の米国判決から3年後、DeCSS開発者のDVDヨンはノルウェーの裁判で無罪判決を受けている。当時のノルウェーは米国DMCAのようにハッキングやデジタル海賊版流通に対する法的規制を行っていたものの、米国ほど合法・違法の線引きが明確でなかったことから、ノルウェーひいては欧州でどのような判決となるか注目を集めた。DVDヨンは自身のLinuxコンピュータ上でDVD視聴する目的でDeCSSを使用したと主張し、オスロ地方裁も「DVDの映画を合法的に購入した者は、それを閲覧する権利を有する」としてDVDヨン無罪と判示した。
アメリカ合衆国政府対エルコム裁判 (United States v. Elcom Ltd. (203 F. Supp. 2d 1111 (N.D. Cal. 2002))
米国企業アドビの電子書籍サービス「Acrobat eBook Reader」は著作権保護対象であるが、これに対してロシア企業エルコムソフトの従業員、Dmitry Sklyarovが技術的保護手段の回避を可能とするソフトウェアを開発したことから、DMCAに基づいて刑事罰が科された事件である。Acrobat eBook Readerでは、電子書籍を読者に自由な複製を許すか否かの判断を、個々の電子書籍出版者に委ねていた。ここでの「複製」には紙媒体での印刷出力のほか、コンピュータを介してデジタル配布する行為や、音声読み上げソフトを使う行為も含まれている。Acrobat eBook Reader経由で電子書籍を購入したユーザに対しては、顧客管理用の「バウチャー」が発行されて識別されていた。したがって、通常はユーザがダウンロードしたパソコン端末のみで閲覧することを想定しており、他のパソコンへのシェアは行われないであろうと考えられていた。
エルコムはアドビのシステム制限を解除するソフトウェア「The Advanced eBook Processor」（略称: AEBPR）を開発したことから刑事罰に至ったが、連邦地方裁はこの行為に対する刑事罰はDMCAに基づいて合法と判示した。
321スタジオ対MGMスタジオ裁判 (321 Studios v. Metro Goldwyn Mayer Studios, Inc. (307 F. Supp. 2d 1085 (N.D. Cal. 2004))
321スタジオ社は「DVD X Copy」(2002年発売開始) と呼ばれるコンテンツ・スクランブル (CSS) 回避ソフトウェアの一種を提供しており、DVD-Videoを複製してバックアップをとる目的で市販されていた。当製品は米国内だけでなく、日本などでも代理店販売を通じて流通していた。DVD X Copyは、技術的にはCSSの暗号を解読しているわけではなく、CSSの「プレイヤーキー」(player key) と呼ばれるデータアクセスキーを用いていた。また、DVD X Copyの1年前に発売された「DVD Copy Plus」もバックアップツールであり、一部機能は無償提供されていたほか、ドイツ企業からライセンス供与された「PowerCDR」と呼ばれるCD複製アプリケーションも含むパッケージであった。つまりDVD Copy PlusはDVD映像を純粋に複製しているわけではなく、CDに焼き直す仕組みであった。
321スタジオ社は2002年、17 U.S.C. 第107条のフェアユースに基づき、同社ソフトウェアの宣言判決を申し立てた。米国の宣言判決 (確認訴訟) とは、合法性などを巡って司法に確認を求める裁判である。連邦地裁は、321スタジオ社製品がフェアユースの要件を満たさず、DMCAの定めたTPM回避に該当すると判示した。
電子フロンティア財団対米国政府裁判 (Green, et al. v. U.S. Department of Justice, et al. (判例集未掲載、D. D.C. 2016))
インターネット上の自由権を擁護する非営利組織の電子フロンティア財団 (EFF) は、科学者グリーンらの利益を代弁する形で、DMCAが憲法修正第1条で定められた表現の自由に違反すると主張している。EFFは2016年、司法省、アメリカ議会図書館およびアメリカ合衆国著作権局 (略称: USCO) を提訴した。DMCA 第1章 (17 U.S.C. 1201条) によって、海賊版などを取り締まる目的でコピーガードやアクセスコントロールの解除が禁じられた。しかし電子機器や工業用品の多くがソフトウェアを内蔵する時代にあって、これらメーカーから独立した第三者機関が修理や不具合の原因究明 (リバースエンジニアリング) を行おうとしても、第1201条に抵触してしまうためである。USCOは2018年、EFFからの嘆願書の一部を受け入れ、Amazon Echoや車載ソフトウェア、個人用デジタル端末などに限定して、内蔵ソフトウェアの修繕や除去 (いわゆる脱獄) などを認めた。

### DMCA通告関連
バイアコム対YouTube裁判 (Viacom International Inc. v. YouTube, Inc. (676 F.3d 19, 30–35 (2d Cir. 2012))
ケーブルテレビ局MTVやパラマウント映画を傘下に持つメディア企業バイアコムが、ユーザ投稿型動画サイトYouTubeを運営するGoogleを提訴した事件であり、17 U.S.C. 第512条 (DMCA通告) を巡って争われた。バイアコムによると、同社を含む原告団が著作権を有する動画クリップが約79,000点、YouTubeに無断投稿された。YouTube側は、これらのユーザ投稿が著作権侵害だと知りつつ、過去3年間に渡って黙認していたことから、DMCA通告のセーフハーバー条項 (特に第512(c)条) による免責を受ける資格がないとして、損害賠償を求めてバイアコムはYouTubeを糾弾した。また、コモンロー上の「故意の無知の原理」(willful blindness)も当事例に適用できるかが争点となった。
一審の連邦地方裁判所は、どの動画クリップが著作権侵害を起こしているのか明確なDMCA通告がなかったことを主な理由として、YouTube側が違法投稿を把握していなかったと判断し、第512条の免責条件をYouTubeは満たしていると判示した。しかしながら二審の第2巡回区控訴裁判所 (ニューヨーク) では、ごく一部ではあるもののYouTubeが違法投稿の存在を認識していたと事実認定し、一審の判決を覆している。その上で、一審で示された免責条件の解釈そのものは二審でも支持されている (つまり判断基準は間違っていないものの、判断材料となる事実認識が一部間違っていた)。また、故意の無知の原理については、サービスプロバイダーに能動的な善管注意義務までは課していないとして、17 U.S.C. 第512条への無差別的な適用に限界があるとしつつも、一定の条件を満たせば故意の無知の原理も適用可能との解釈が二審で示された。
コロンビア映画他対ファン裁判 (Columbia Pictures Industries, Inc. v. Fung (Docket Number : 10-55946 (9th Cir. 2013))
映画製作・配給会社コロンビア ピクチャーズに加え、ディズニー、パラマウント映画、20世紀フォックス、ユニバーサル・シティ・スタジオおよびワーナー・ブラザースで構成された集団訴訟である。被告のゲイリー・ファン (Gary Fung) はPeer to peerソフトウェアの一種BitTorrentを使ったサイト「isoHunt」を運営しており、同サイトがファイルの違法ダウンロード環境を提供しているとして、著作権法上の寄与侵害 (二次的侵害責任の一つ) が問われた。そしてこのような侵害の「誘引」(inducing) 行為に関し、ファンは第512条のセーフハーバーに該当するとして抗弁したことから、第512条の解釈が争点となった。
一審では先例となる2005年の最高裁判決「MGMスタジオ対グロクスター裁判」を参照した上で、ファンの運営するサイトの寄与侵害を認めて原告勝訴とした。二審の第9巡回区控訴裁判所 (サンフランシスコ) も一審の寄与侵害の判断を支持しつつも、終局的差止命令 (第502条) は不当に過度であるとして、一審の差止命令の一部を二審で修正している。
イコールズ・スリー対ジューキン・メディア裁判 (Equals Three, LLC v. Jukin Media, Inc. (判例集未掲載、Case No. 2: 14-cv-09041-SVW-MAN, C.D. Cal. 2015))
マッシュアップ型のデジタル二次的著作物に関する判例であり、DMCA通告の濫用が問題視された事件である。ジューキン・メディアは一般ユーザ作成動画を収集し、その動画の利用者に対して著作者の代わりに利用ライセンス料を徴収するオンライン・メディア。また、一般ユーザ動画以外に、自社製作の動画もYouTube等に公開するビジネスモデルである。人気YouTuberレイ・ウィリアム・ジョンソン率いるイコールズ・スリー社がYouTubeにアップロードした動画の一部を、ジューキンがノーティスアンドテイクダウンの手続に則ってYouTubeに削除要請し、代わりにジューキン公式のYouTubeチャネルにリンク誘導した。これを受けてイコールズ・スリーは、YouTubeからの広告収入減とDMCA濫用でジューキンを提訴した。イコールズ・スリーの削除動画は複数にのぼったが、動画1点を除きイコールズ・スリーは全て著作権侵害がないと判定された。これは、17 U.S.C. 第107条のフェアユースの法理に基づき、「変形的利用」(transformative use、transformativeness) に該当すれば、著作権者に無断で著作物を利用・二次加工しても著作権侵害に該当しないとされるためである。特にパロディ作品の場合、変形的利用の要件を満たすと考えられている。

### DMCA成立以前の関連判例

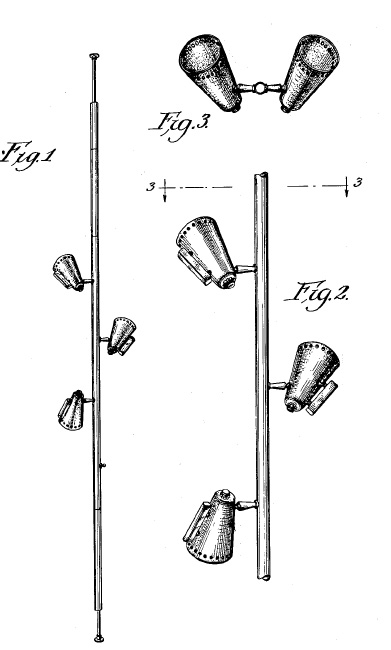
スティフル社製ランプのイラスト

DMCA成立に影響を与えた過去判例のうち、専門家による言及があったものを以下に紹介する。
ボニート・ボーツ対サンダー・クラフト・ボーツ裁判 (Bonito Boats, Inc. v. Thunder Craft Boats, Inc. (489 U.S. 141 (1989))
DMCA第502条 (17 U.S.C. 第13章「創作性を有するデザインの保護」新設) の契機となった1989年最高裁判決である。原告ボニート・ボーツ社は1976年、ガラス繊維 (繊維ガラス) 製の遊興用ボート「Bonito Boat Model 5VBR」を開発した。堅木の船体に上からガラス繊維を吹き付けて型を作る製法であるが、この製法プロセスも型を使って生産された完成品も、特許申請は行っていなかった。その後1983年にフロリダ州政府は、特許で保護されていない船体デザインであっても、型を使って他者デザインを複製生産する行為を禁じ、またそのような船体の販売行為も違法とする立法を成立させた。これに基づき、ボニート社のボートを複製して意図的に販売したサンダー・クラフト・ボーツ社を提訴した事件である。
一審、二審ともにフロリダ州法が連邦特許法と矛盾するとして、州法は無効との判断を下した。これは、連邦特許法で保護されていないアイディア (今回のケースであれば繊維ガラスを用いること、および型を使った製法) は万人がアクセス可能であるとの見解に基づく。
本件に関連する先例としては、1964年最高裁判決「シアーズ・ローバック対スティフル裁判」(376 U.S. 225 (1964)) などがある。シアーズ対スティフルでは、スティフル社製ランプの類似品をシアーズ社が販売したことから、訴訟に至っている。下級裁では、たとえ特許法で保護されていない商品であっても、不正競争防止法の観点で違反であると認めて、シアーズ社はスティフル社に対して部分的に賠償責任を負うこととなった。しかしこれを最高裁は否定している。この最終判決の先例に倣い、ボニート対サンダー裁判でも最高裁が合衆国憲法の「連邦優位条項」(Supremacy Clause) に基づき、ボニート社の船体を他者が複製しても合法であると判示した。また、フロリダ州法が施行される6年も前から、特許保護なしで販売されている船体デザインである点も加味された。
この判決から9年後、特許法と著作権法の隙間を埋めるため、船型デザイン保護法 (Vessel Hull Design Protection Act) をDMCAの一部として成立させて状況改善している。特許法 (意匠特許) は保護要件として「新規性」(過去にない斬新な発明・手法など) を要求しており、船体デザインの中にはボニート社のように新規性が認められないケースもあるためである。一方著作権法は、特許法のような新規性は要求されず、デザインの表現にある一定の「創作性」(originality) さえあれば、自動的に法的保護が認められる。そこで、ボニート社のようなケースを著作権法で救うために、17 U.S.C. 第13章を新設して船体デザインの著作権保護に関する要件を明文化した。
なお、船体デザインは「実用品」(useful article) に分類され (17 U.S.C. 第1301条)、著作権法上の「実用品」とは「単に物品の外観を表しまたは情報を伝えること以外に、本来的に実用的機能を有する物品」(17 U.S.C. 第101条 定義) と定められている。実用品を巡っては、著作権法、特許法、意匠法、不正競争防止法など、どの法律でどこまで権利保護すべきか、国によって考え方が異なっている。
サービスプロバイダーの直接責任関連
DMCA 第202条 (17 U.S.C. 第512条) のノーティスアンドテイクダウン手続 (DMCA通告) が制定される以前は、オンラインユーザが著作権侵害コンテンツをウェブサイトなどにアップロードした際、そのサイト運営者 (サービスプロバイダー) がどこまで責任を負うべきか、司法判断が分かれていた。例えばプレイボーイ対フレーナ裁判 (Playboy Enterprises, Inc. v. Frena, 839 F.Supp. 1552 (M.D. Fla. 1993)) では直接責任をサービスプロバイダーが負うと解釈されており、つまりユーザの違法行為があればサービスプロバイダーが常に賠償責任を負うことを意味している。しかしRTC対ネットコム裁判 (Religious Technology Center v. Netcom On-Line Communication Services, Inc., 907 F. Supp. 1361 (N.D. Cal. 1995) では、サービスプロバイダーは間接的にしか関与していないことから、寄与侵害 (二次的侵害責任の一つ) のみ問われるとされた。米国著作権法における寄与侵害は、故意・過失が認められる場合のみ成立するため、ユーザの不正アップロードをサービスプロバイダーが認識していない場合、寄与侵害による賠償責任は負わない。このように判例は分かれていたが、DMCAでは後者の寄与侵害の立場を採用した。